# Den nationale bevægelse for Azawads løsrivelse
Den nationale bevægelse for Azawads løsrivelse (arabisk: الحركة الوطنية لتحرير أزواد, fransk: Mouvement National pour la Libération de l'Azawad, (MLNA), engelsk: National Movement for the Liberation of Azawad) er en politisk og militant organistion med base i det nordlige Mali, også kaldet Azawad.
Organisationen består af folket Tuareg, og nogle af dem menes at have kæmpet i den libyske borgerkrig, men returnerede til Mali efterfølgende. Den blev dannet i oktober 2011, og har erklæret[kilde mangler] at andre folkeslag fra Sahara er repræsenteret i organisationen.
Den malisiske regering hævder at organisationen har forbindelser til Al-Qaeda i det Islamistiske Maghreb (AQIM).
MNLA benægter påstanden.
Fra den 1. april 2012 overtog MNLA, i samarbejde med Ansar Dine, kontrollen med det nordlige Mali, inklusiv de tre største byer Kidal, Gao og Timbuktu. Spændingen mellem de to gruppers politiske dagsorden, førte til at MNLA mistede kontrollen over det nordlige Mali ved slaget i Gao.

## Fodnoter
1. ↑  Pflanz, Mike (1. april 2012), "Mali rebels seize Timbuktu", The Telegraph, London, arkiveret fra originalen 25. juni 2012, hentet 2. februar 2013
Tuareg rebellion sparks crisis in Mali, Al Jazeera English, 18. februar 2012, arkiveret fra originalen 5. april 2012, hentet 2. februar 2013
2. ↑  Vogl, Martin (31. januar 2012). "Tuareg rebels attack 6th town in Mali". Google News. Associated Press. Hentet 4. februar 2012. (Webside ikke længere tilgængelig)
3. ↑  "Mali government official says al-Qaida fighters among those attacking northern towns". The Washington Post. 27. januar 2012. Arkiveret fra originalen 5. juni 2019. Hentet 4. februar 2012.